# Roman Balaïan
Roman Gourguenovitch Balaïan (en russe : Роман Гургенович Балаян ; en anglais : Roman Balayan) est un réalisateur, scénariste et acteur né le 15 avril 1941 en Union soviétique. D'origine arménienne, c'est une personnalité remarquée du cinéma soviétique et du cinéma ukrainien.

## Biographie
Né dans la région du Haut-Karabagh en 1941, Roman Balaïan est de langue et de culture arméniennes. Il est doublement diplômé : en 1964 de l'Institut de théâtre d'Erevan, en RSS d'Arménie, et en 1969 de l'Institut théâtral Karpenko-Kary de Kiev, aujourd'hui transformé en université du même nom, section réalisation. À partir de 1970, ses films sont produits par le Studio Dovjenko (Studio Alexandre Dovjenko de Kiev, puis Studio National Alexandre Dovjenko) de Kiev. Il est considéré comme un des héritiers de Sergueï Paradjanov. Le prix d'État de l'URSS lui est remis en  1987, pour son film Vols entre rêve et réalité sorti en 1982. Il est distingué artiste du Peuple d'Ukraine en 1997.
À l'issue du festival Molodist 2003, il reçoit un prix pour sa contribution au développement du cinéma ukrainien.

## Filmographie
Comme réalisateur et scénariste
- 1973 : Èffekt Romachkina (Эффект Ромашкина)
- 1975 : Kachtanka (ru) (Каштанка)
- 1977 : Biriouk, l'ermite (Biryuk, Бирюк). Sélectionné au Festival de Berlin 1978.
- 1982 : Vols entre rêve et réalité (Polyoty vo sne i nayavu, Полеты во сне и наяву). Prix national de l’Union soviétique en 1987.
- 1983 : Un baiser (ru)[3] (Potseluy, Поцелуй)
- 1986 : Préserve moi, mon talisman (ru)[4] (Khrani menya, moy talisman, Храни меня, мой талисман). Prix de la Tulipe d'or au Festival international du film d'Istanbul 1986
- 1987 : Le Fileur (ru)[5] (Filyor, Филер)
- 1989 : Lady Macbeth du district de Mtsensk (ru)[6] (Ledi Makbet Mtsenskogo uezda, Леди Макбет Мценского уезда)
- 1995 : Premier amour (ru)[7] (Pervaya lubov, Первая любовь). Bélier d’or de la meilleure réalisation, 1996 (récompense remise par la critique russe).
- 1998 : Deux lunes, trois soleils (ru)[8] (Dve luny, tri solntsa, Две луны, три солнца)
- 2004 : La nuit est claire (Notsh svetla, Ночь светла), fiction primée au festival « Fenêtre sur l'Europe » de Vyborg (Russie).
- 2008 : Les Oiseaux de paradis (uk)[9] (Райские птицы, Raïskie ptitsy)
- 2020 : My est. My riadom (Мы есть. Мы рядом)